# Колесниковский сельсовет (Курганская область)
Коле́сниковский сельсове́т — упразднённые административно-территориальная единица и муниципальное образование со статусом сельского поселения в составе Кетовского района Курганской области России.
Административный центр — село Колесниково.
15 марта 2022 года сельсовет был упразднён в связи с преобразованием муниципального района в муниципальный округ.

## История
В соответствии с Законом Курганской области от 6 июля 2004 года № 419 сельсовет наделён статусом сельского поселения.

## Население
| 1989  | 2002  | 2010  | 2012  | 2013  | 2014  | 2015  |
| ----- | ----- | ----- | ----- | ----- | ----- | ----- |
| 1871  | ↘1157 | ↗1272 | ↗1334 | ↗1365 | ↗1418 | ↗1488 |
| 2016  | 2017  | 2018  | 2019  | 2020  |       |       |
| ↗1548 | ↗1636 | ↗1726 | ↗1799 | ↗1921 |       |       |

## Состав сельского поселения
| № | Населённый пункт   | Тип населённого пункта       | Население |
| - | ------------------ | ---------------------------- | --------- |
| 1 | Колесниково        | село, административный центр | ↗734      |
| 2 | Лукино             | деревня                      | ↗214      |
| 3 | Патронная          | деревня                      | ↗84       |
| 4 | Посёлок Нефтяников | посёлок                      | ↘240      |